# Japansk bladsköldpadda
Japansk bladsköldpadda (Geoemyda japonica) är en sköldpaddsart som beskrevs av  Tsang-How Fan 1931. Japansk bladsköldpadda ingår i släktet Geoemyda, och familjen Geoemydidae. IUCN kategoriserar arten globalt som starkt hotad. Inga underarter finns listade.
Japansk bladsköldpadda är endemisk för Ryukyuöarna som hör till Japan. Den förekommer på öarna Okinawa, Kumejima och Tokashikijima. Populationen bedöms vara minskande på Okinawa. På Kumejima finns två små men från varandra isolerade populationer. För populationen på Tokashikijima saknas data och dess status är därför dåligt känd.
Japansk bladsköldpadda är en ganska liten sköldpadda och mäter inte mer än omkring 15 centimeter som fullvuxen. Arten är huvudsakligen landlevande och förekommer i skogsområden på öarna. Den föredrar fuktiga omgivningar, som omkring bergsbäckar.

## Taxonomi
Japansk bladsköldpadda beskrevs först som en underart till Spenglers bladsköldpadda (Geoemyda spengleri). Men 1992 gavs den status och beskrevs som en egen art.